# Mosska konvencija
Mosska konvencija (norveško Mossekonvensjonen, švedsko Konventionen i Moss) je bil sporazum o premirju, sklenjen 14. avgusta 1814 med švedskim kraljem in norveško vlado, s katerim se je končala švedsko-norveška vojna zaradi razglasitve norveške neodvisnosti. Sporazum je postal osnova za personalno unijo med Švedsko in Norveško, ki je bila potrjena z izvolitvijo Karla XIII. Švedskega za kralja Norveške v Norveškem parlamentu (Storting) 4. novembra 1814. Zveza med državama je trajala do leta 1905, ko je Norveška enostransko izglasovala njeno razpustitev.

## Ozadje
Leta 1814 je bila Danska-Norveška na poraženi strani napoleonskih vojn. Po Kielskem sporazumu, sklenjenem 14. januarja 1814, je Norveško dobilo Švedsko kraljestvo. Norvežani so poskušali vzeti svojo usodo v svoje roke in na ustanovitveni skupščini v Eidsvollu 17. maja 1814 sprejeli Norveško ustavo. Za kralja in naslednika norveškega prestola so izvolili danskega princa Kristijana Friderika. De facto švedski vladar, kronski princ Karel Ivan, ki je vladal v imenu švedskega kralja Karla  XIII., je premiso o neodvisnosti Norveške zavrnil in 2.  julija 1814 napadel Hvalerske otoke in mesto  Fredrikstad. Švedska vojska je bila številčnejša in bolje opremljena in izurjena od norveške. Poveljeval ji je novoizvoljeni švedski kronski princ Jean Baptiste Bernadotte, eden od najbolj izkušeih Napoleonovih generalov. 
Sovražnosti so se začele 26. julija s hitrim švedskim pomorskim napadom na norveške topnjače na Hvalerju. Norveške ladje so uspele pobegniti, vendar v nadaljevanju vojne niso sodelovale. Glavni švedski napad je potekal preko meje v Haldenu, obšel in obkolil trdnjavo Fredriksten in se nadaljeval s pohodom proti severu. Druga švedska vojska 6.000 mož se je izkrcala v Kråkerøyu pred Fredrikstadom. Mesto se je naslednji dan vdalo.
Cilj napadov je bil obkoliti glavnino norveške vojske v Rakkestadu. Norveška vojska je izvedla več protinapadov in pritisnila na Švede, da bi sprejeli Norveško kot neodvisno državo in se začeli pogajati. Taktika je delovala. Mirovna pogajanja so se začela 7. avgusta in Karel Ivan je sprejel demokratsko Norveško ustavo. Pogajanja so se končala 14. avgusta 1814 v Mossu na Norveškem in 15. avgusta 1814 v Fredrikstadu na Švedskem.

## Določila
Kielski sporazum je postal podrejen dokument. Sklenjena je bila nova državna zveza pod bolj enakopravnimi pogoji.  Konvencija je vsebovala štiri dokumente z naslednjimi glavnimi točkami:
- Sporazum je bil sklenjen med švedskim kronskim princem v imenu švedskega kralja in norveško vlado. Švedi niso priznali zahtev Kristijana Friderika po norveškem prestolu, zato ni bil uradna stranka v sporazumu, ki sta ga sklenila in podpisala ministra  Niels Aall in Jonas Collett.
- Norveški parlament je bil zadolžen, da konec septembra ali na začetku oktobra sporazum ratificira.
- Švedski kralj je sprejel norveško ustavo z enim samim amandmajem, potrebnim za sklenitev zveze s Švedsko. Vse spremembe je moral sprejeti norveški parlament.
- Kristijan Friderik je moral opustiti vse svoje zahteve po norveški kroni in po sklicu parlamenta zapustiti državo.

Največ  nesoglasij je povzročalo vprašanje brezpogojnega odstopa kralja Kristijana Friderika, ki bi ga moral sprejeti. Razen tega je bilo treba formulirati besedilo, da zveza ni nastala na osnovi Kielskega, ampak tega sporazuma. Na norveško vztrajanje sta se strani dogovorili za formulacijo, da švedski kralj ne more postati norveški, dokler ni izvoljen v Parlamentu. Do potrditve sklepov na najvišji ravni  je izvršno oblast v državi prevzel Norveški državni svet (Det Norske Statsrådsalen). Norvežani so začasna določila sprejeli in 14. januarja 1815 za svojega kralja izvolili Karla XIII., ki je na Norveškem vladal kot Karel II.
Številni Norvežani so bili šokirani zaradi vladnih koncesij, zato je švedski general Magnus Björnstjerna, ki je vodil švedska pogajanja, ob prihodu v Kristianijo (Oslo) na Norveškem naletel na  neprijazen sprejem. Norvežani so svoje zamere uperili tudi proti lastnim voditeljem in njihovi neučinkoviti vojaški obrambi. Javno mnenje se je počasi spremenilo. Sporazum, sklenjen v Mossu, je pomenil pomembno izboljšavo v primerjavi z določili,  ki jih je Danski-Norveški vsilil Kielski sporazum. Norveška ni bila več švedska osvojitev, ampak enakovreden partner v zvezi dveh neodvisnih držav, v kateri je bila spoštovana norveška ustava. Kralj Kristijan Friderik je veliko pripomogel k temu,   da je Norveška vstopila v zvezo kot enakopraven partner s svojimi institucijami in parlamentom, z izjemo zunanje politike.
Švedsko-norveška vojna leta 1814 je bila zadnja vojna med teme državama in zadnja švedska vojna.

## Druga vira
- Sverre Steen (1951). Det frie Norge. Oslo: J.W. Cappelen.
- R. Glenthøj, M. Nordhagen Ottosen (2014). Experiences of War and Nationality in Denmark and Norway, 1807-1815. Springer. ISBN 9781137313898.